# Єва Майдел
Єва Майдел (болг. Ева Майдел, до шлюбу — Паунова; нар. 26 січня 1986, Софія) — болгарська політична діячка.
Вивчала міжнародні відносини та управління бізнесом в американському приватному коледжі John Cabot University у Римі (Італія), де очолювала студентське самоврядування. Працювала в аналітичному центрі IDLO, пізніше — у делегації партії «Громадяни за європейський розвиток Болгарії» (ГЄРБ) у Європейському парламенті. Була помічницею депутата Європарламенту Іліани Іванової і координатором делегації ГЄРБ у фракції Європейської народної партії.
На виборах у 2014 році була обрана депутатом Європарламенту.